# Anders Lif i Hofors
Anders Gottfrid Lif i riksdagen kallad Lif i Hofors, född 13 februari 1906 i Hedesunda, död 20 oktober 2000 i Kista, var en svensk fackföreningsman och riksdagspolitiker. Anders Lif var riksdagsledamot i andra kammaren 1942 för Gävleborgs läns valkrets.